# Иглата
Иглата е връх в Мальовишкия дял на Северозападна Рила, България, с иглообразен вид. Висок е 2575 m. Принадлежи към общия масив на Двуглав, с който е свързан с тясна премка, от която в южна посока се спуска стръмен, на места отвесен улей.
Западната стена на Иглата (с височина около 150 m) и особено нейният внушителен южен ръб, висок около 300 m, са алпийски обекти. Южният ръб започва от края на гората над Кирилова поляна в долината на Рилската река, а от запад се огражда от Синия улей.
Първото изкачване на Иглата е осъществено през 1935 г. от Александър Белковски и Сами Алашех. Правят го по Северния ръб. Първото зимно изкачване по Южния ръб е на Цанко Бангиев и Георги Карпачев през 1955 г. По Западната стена са трасирани туровете „Народна армия“ от Енчо Петков и Георги Карпачев през 1959 г., „Единайсетте“ от Христо Проданов и Драголюб Костов през 1966 г., „Южния ръб“ от Енчо Петков и Христо Борисов през 1950 г., „Западния ръб“ от Ангел Петров и Николай Младенов през 1955 г. и др..